# Ludmila Blonská
Ludmila Leonidivna Blonská (ukrajinsky Людмила Леонідівна Блонська), rozená Ševčuková (* 9. listopadu 1977, Simferopol) je bývalá ukrajinská atletka, vícebojařka.

## Kariéra
V roce 2002 skončila na mistrovství Evropy v Mnichově třináctá s celkovým počtem 5 865 bodů. 8. června 2003 měla na mítinku ve francouzském Arles pozitivní dopingový test na stanozolol a následně byla potrestána dvouletým zákazem činnosti. 
Trest vypršel Blonské 24. července 2005. V srpnu téhož roku získala zlatou medaili na světové letní univerziádě v tureckém İzmiru, kde nasbírala 6 297 bodů. V roce 2006 se stala v Moskvě halovou mistryní světa v pětiboji (4 685 bodů). Na mistrovství Evropy v Göteborgu v témž roce skončila v sedmiboji na pátém místě (6 357). O rok později se stala vítězkou prvého ročníku kladenského víceboje TNT - Fortuna Meetingu. Na mistrovství světa v Ósace 2007 získala stříbrnou medaili v novém osobním rekordu 6 832 bodů. Na vítězku Carolinu Klüftovou ze Švédska ztratila rovných dvě stě bodů. V roce 2008 skončila na halovém MS ve Valencii osmá. V červnu roku 2008 podruhé zvítězila na TNT – Fortuna Meetingu.
Na letních olympijských hrách v Pekingu vybojovala ziskem 6 700 bodů stříbrnou medaili. Brzy poté však o stříbro přišla, když měla pozitivní dopingovou zkoušku na anabolický steroid methyltestosteron . Stříbrnou medaili nakonec získala Američanka Hyleas Fountainová a bronz Ruska Taťána Černovová . Jelikož se jednalo o její druhé provinění, byla potrestána doživotním zákazem startů. Stejný trest dostal také její manžel Sergej, kterého Blonská obvinila, že ji zakázané látky podával bez jejího vědomí. 